# 適応指導教室
適応指導教室（てきおうしどうきょうしつ）は、文部省が学校不適応対策事業の一環として1990年4月に導入した公立のフリースクール。2003年4月から正式名称は教育支援センターとされた。市町村の教育委員会が、長期欠席をしている不登校の小中学生を対象に、学籍のある学校とは別に、市町村の公的な施設のどこかに部屋を用意し、そこで学習の援助をしながら本籍校に復帰できることを目標とする。

## 概要
ここに参加していることは学校への出席として扱われる場合が多い。担当者は、市立の小中学校の教員か、もしくは退職した元教員をあて、定期的に精神科医、もしくは臨床心理士がカウンセリングを行う。但し、ここではうまくいかず、民間のフリースクールやフリースペース、居場所に移っていく例も多い。
退職した人であれ、教員色を消し去ることは難しく、学校というシステム、制度の焼き直しとして、やはり子どもには抵抗があるということもある。市町村によっては、他の自治体のそういう例を見て、敢えてこうした教室を設置せず、民間の主導に任せているところもある。
しかし、単に学習の援助だけではなく、通所してくる子どもたちの力を広く育むために、臨床心理士をはじめとする心理スタッフが（形態上は常勤・非常勤などさまざまであるが）、カウンセリングだけではなく、子ども達の活動に直接関わっていく形で勤務していることも多い。上述のように、退職教員を中心とした運営形態もあれば、心理職と教諭籍をもつスタッフとか協働して運営している施設もあり、スタッフの構成について一概に論ずることは難しい。
なお、適応指導学級という呼称も存在しているが、行政的な呼称としても、一般的な呼称としても、適応指導教室という名称の方が広く用いられている。
また、校内に適応指導教室が設置されている学校もある。（例：神河町立神崎中学校（統廃合により閉校）、神河町立神河中学校）